# Monte Wisting
Il Monte Wisting (in lingua inglese: Mount Wisting) è un picco roccioso antartico, alto 2.580 m, che si innalza dall'estremità nordoccidentale del massiccio montuoso posto alla testa del Ghiacciaio Amundsen, nei Monti della Regina Maud, in Antartide.   
Nel novembre 1911 un gruppo di picchi rocciosi di quest'area era stato osservato e grossolanamente posizionato dal gruppo sud della spedizione antartica dell'esploratore polare norvegese Roald Amundsen. Uno di questi picchi era stato denominato da Amundsen in onore di Oscar Adolf Wisting, uno dei componenti del gruppo sud che il 14 dicembre 1911 raggiunse il Polo Sud.
Il picco è stato successivamente mappato dall'United States Geological Survey (USGS) sulla base di rilevazioni e foto aeree scattate dalla U.S. Navy nel periodo 1960-64.
Per ragioni di continuità storica, e per commemorare la spedizione norvegese in quest'area, l'Advisory Committee on Antarctic Names (US-ACAN) ha selezionato questo picco per assegnargli la denominazione di Monte Wisting. Altre vette del massiccio sono state designate con nomi dei componenti del gruppo sud della spedizione.